# 遼北省 (解放區)
遼北省，是中國共產黨於1945年在東北解放区所成立的省份之一，於1949年撤銷，併入吉林、遼東、遼西3省。

## 行政沿革
1945年8月15日，抗日戰爭勝利。1945年9月下旬，按中共中央東北局指示，派栗又文、韩健在四平街籌建遼北省政府。國民政府在日本投降後設立了遼北省，省會設四平街，中共中央東北局沿用了這個區劃，省會亦駐四平街。东北局先后向四平派200余名干部开辟工作。
1945年10月4日在四平成立了中共辽北省工作委员会，李海涛任省工委书记、辽北军区政委，倪志亮任辽北军区司令员。11月3日建立了辽北省委和省政府，省委书记郭述申兼辽北军区司令员，副书记为李海涛、顾卓新，军区司令员倪志亮。11月5日成立省政府，主席阎宝航（未到职），副主席栗又文主持工作。1945年12月6日后辽北省归中共西满分局领导。为将苏联军队驻扎的四平街让给了国民党遼北省政府，12月20日，辽北省委、辽北军区从四平撤到梨树县城，省、市政府機關撤到八面城。
遼北省設立時轄3個行政督察專員公署、1個省辖市、13個縣（旗）：(四平市、通辽、双辽、梨树、早图、开原、西丰、东丰、北丰、海龙、长岭、科尔沁左翼前、中、后旗、科尔沁右翼前、中、后旗、库伦旗、扎鲁特旗1市10县8旗)。
- 第一地委、遼源行政督察專員公署：1945年11月成立，駐鄭家屯万字会院内，轄：遼源（今雙遼市）、雙山、長嶺、通遼4個縣和東科中旗（今科左中旗）。第一地委书记薛少卿，地委组织部长区梦觉，地委社会部长安达仁，行政督察專員赵北克。军分区司令员于文清。
- 第二地委、懷德行政督察專員公署：1945年12月成立，駐梨樹鎮，轄懷德、梨樹、昌圖3個縣。后增农安县。地委副书记兼专署专员张烈，军分区副司令员钟明锋。
- 第三地委、西安行政督察專員公署：1945年11月成立，駐西安（今遼源），轄西安（遼源）、西豐、東豐、海龍4個縣。后增开原。地委负责人霍明兼军分区政委，专员杜者蘅，军分区司令员伍坤山。
- 四平市委书记魏兆麟，四平市大队副大队长刘一民。

根据中共中央、东北局建设巩固的西满根据地的指示与“西满部队力争控制辽源、洮南，以便控制西满之广大地区”的部署，辽北省党、政、军机关于1945年底从梨树县、八面城向洮南转移。1946年1月12日，在轉移過程中接东北局《关于辽北省与吉林省合并的决定》，撤銷辽北省。原遼北省中長路以東4個縣劃歸中共吉遼省委遼北分省委領導，中長路以西8個縣旗歸遼西省二地委領導。
根据东北局的《关于辽北省与吉林省合并的决定》，辽北省委、省政府和辽北军区改为吉江省委、吉江行署和吉江军区，驻洮南。吉江的行政区包括：原属嫩江省白城子专署的洮南、开通、瞻榆、安广、大赉、郭前、扶余7个县（旗）；原属松江省的哈西专署的肇东、肇州、肇源3县；原属吉林省中长路以西的长春、德惠、农安、乾安4县。总共14个县由吉江行署管辖。新四军三师八旅二十二团、吉黑纵队、吉江军区的部队协同于1月29日从“光复军”手中解放洮南。吉江省委、行署、军区机关于2月上旬进入洮南。郭述申任省委书记兼军区政委，邵式平、顾卓新任省委副书记，栗又文任行署主任，倪志亮为司令员。开展建政、剿匪、反霸、扑灭鼠疫等工作。 
1946年3月，中共东北局决定，将原吉江省辖区一分为二，在其东部组建新的中共吉江省委员会、吉江行政公署、吉江军区，辖10县（旗），即大赉、扶余、乾安、农安、德（惠）农（安）、长春、肇源、肇州、肇东县和郭前旗，新吉江省专门负责长春前线的斗争；撤销于1945年11月成立的嫩江省白城子专署（此时辖洮安、镇东、赉北等县），在原吉江省辖区西部和嫩江省南部组建嫩南区党委（省级）、行署、军区，辖原属嫩江省的景星、泰来、杜尔伯特、洮安、镇东、賚北6县（旗），原属吉江行政区的洮南、开通、瞻榆、安广4县，原属内蒙古所属的突泉县，总共11个县。原吉江省委、行署、军区，分别改为嫩南区党委、行署、军区，担负11个县的根据地建设并与齐齐哈尔以北的嫩江省南北夹击在齐齐哈尔市内的国民党嫩江省政府的2万余人马。区党委副书记顾卓新兼嫩南行署主任。1946年4月24日，齐齐哈尔解放。1946年5月中旬东北局、西满分局决定，以嫩江为界，嫩南区在江北的各县复归嫩江省，在江南的各县组建为辽吉省四地委、四专区、四军分区；撤消嫩南区党委、行署、军区。嫩南区党政军机关并入西满分局、嫩江省、辽吉四地委。郭述申调任分局组织部长。
1946年4月，中共中央東北局東豐會議決定恢復遼北省建制，管轄4個專區、2個市、13個縣。其中4個專區設在今吉林省境內。
- 西安行政督察專員公署轄西安、開原、西豐等4個縣。
- 海龍行政督察專員公署轄海龍、東豐2個縣。
- 昌圖行政督察專員公署轄昌圖、昌北、梨樹3個縣。
- 遼源行政督察專員公署轄遼源、雙山、長嶺、通遼4個縣。

但由于1946年4月、5月间四平街保卫战正酣，辽北省并没有实际成立。
1946年5月，辽西省从郑家屯撤退至白城子，辽西省改称辽吉省；嫩南区位于嫩江以南的各县、吉江省行政区并入。
辽吉省設5個專區、28個縣（旗），1947年2月18日發佈通告，又改劃為3個專區。其中設在吉林省境內的有2個專區：第二行政督察專員公署轄乾安、長安、雙遼、賚廣、開東、長嶺6個縣，第四行政督察專員公署轄鎮東、洮南、洮北、洮安、賚北、通遼、東科中旗、瞻榆、開通9個縣。1947年6月，四平街市改稱四平市。8月以後，這兩個公署中有11個縣劃為省直轄縣。
1948年2月15日，遼吉省政府駐地從白城子遷到鄭家屯，在白城子成立後方辦事處。調整轄區，省直轄縣洮南、洮安、洮北、瞻榆、開通、鎮賚、安廣、大賚、乾安、郭前旗。3月，四平市解放，成立四平市政府。7月，隨著中共東北解放戰爭的勝利，國民政府軍隊佔領的遼北省區域相繼解放。
1948年7月6日，中共東北局決定，辽宁省撤销，部分并入辽吉，將遼吉省委改為遼北省委，駐地鄭家屯。省委书记陶铸，副书记郭峰、秘书长傅雨田，组织部长曾固；宣传部长刘放，社会部长程平，妇委书记安建平，常委聂鹤亭（军区司令员）、高鹏（军区参谋长）、赵杰（军区副司令员）、黄欧东，辽北军区司令员聂鹤亭，辽北省政府主席阎宝航。1948年7月11日，東北行政委員會發佈「東民字第26號」令，調整遼寧、遼南、遼北、安東等地方行政區劃，決定原遼寧省所屬沈海路以西、以北的7个县劃歸遼北省，原遼北省所轄的白城子地區10个县（旗）劃歸嫩江省管轄。1948年10月29日，撤銷第一、二兩個專署，所轄的各縣市改為省直轄的市縣。1948年11月7日，辽北省从郑家屯遷駐四平市。
- 一地委（法庫）
- 二地委：駐地長嶺，轄長嶺、懷德、梨樹、雙遼、長農等縣委和公主嶺工委、四平市委。第二專署於1948年9月從長嶺遷駐公主嶺。
- 三地委：遼寧省二地委改名。駐地西安。轄西安、東豐、海龍等縣和西安市。
- 四地委（哲里木盟）
- 五地委（阜新）
- 四平市委

1949年1月10日，東北行政委員會發佈「建民字第l號」令，組建遼西省，省政府駐錦州市，轄9個縣。
1949年4月21日，東北行政委員會發佈「建民字第15號」令，撤銷遼北省建制。15个市、县划归新组建的辽西省；長農、懷德2縣及公主嶺市劃入吉林省區域；西安、海龍2縣和西安市劃入遼東省；四平市和梨樹、雙遼、長嶺3個縣劃入辽西省；7个县、旗划归内蒙古自治区。5月15日，撤銷後的遼北省各機關遷往錦州市，與遼西省合併。

## 行政區劃
1949年4月以前，轄有30縣旗、2市、1辦事處：
- 四平市
- 阜新市
- 康平縣
- 法庫縣
- 鐵嶺縣
- 昌圖縣
- 新民縣
- 長農縣
- 懷德縣
- 長嶺縣
- 雙遼縣
- 昌北縣
- 梨樹縣
- 通遼縣
- 開魯縣
- 彰武縣
- 北鎮縣
- 黑山縣
- 庫倫縣
- 阜新縣
- 西安縣
- 開原縣
- 西豐縣
- 東豐縣
- 海龍縣
- 沈鐵撫縣
- 清原縣
- 東科前旗
- 東科中旗
- 東科後旗
- 札魯特旗
- 奈曼旗
- 南部辦事處

## 參见
- 东北新省区方案
- 解放区